# Hypericum helianthemoides
Hypericum helianthemoides är en johannesörtsväxtart. Hypericum helianthemoides ingår i släktet johannesörter, och familjen johannesörtsväxter.

## Underarter
Arten delas in i följande underarter:
- H. h. atropatanum
- H. h. badchyzum
- H. h. helianthemoides